# 塔豪丽鱼属
塔豪麗魚屬，是條鰭魚綱䲁形目麗魚科下的一個屬。

## 分類
本屬屬於麗體魚亞科，目前被認可的種如下：
- 奇氏塔豪麗魚 Tahuantinsuyoa chipi
- 秘魯塔豪麗魚 Tahuantinsuyoa macantzatza